# Muralla de Chinchilla
La muralla de Chinchilla es una fortificación medieval del siglo X que rodea la ciudad española de Chinchilla de Montearagón. Actualmente se conserva parcialmente.

## Historia
Tiene su origen en época califal. Fruto de su importancia estratégica, la villa fue rodeada por una muralla a finales del siglo X. En los siglos XIV y XV se rehabilitó parte de la misma y se abrieron nuevas entradas al recinto. Ya a mediados del siglo XIX se abrió la entrada más reciente, la Puerta de la Libertad o Nueva, con acceso directo a la Plaza Mayor.

## Características
La muralla de Chinchilla, de forma irregular, se levanta sobre el cerro de San Blas, adaptándose al terreno, construida sobre planos de piedra escarpados. Con una altura de entre tres y seis metros, contaba con al menos 18 torreones defensivos, construidos sólidamente de argamasa de cal.

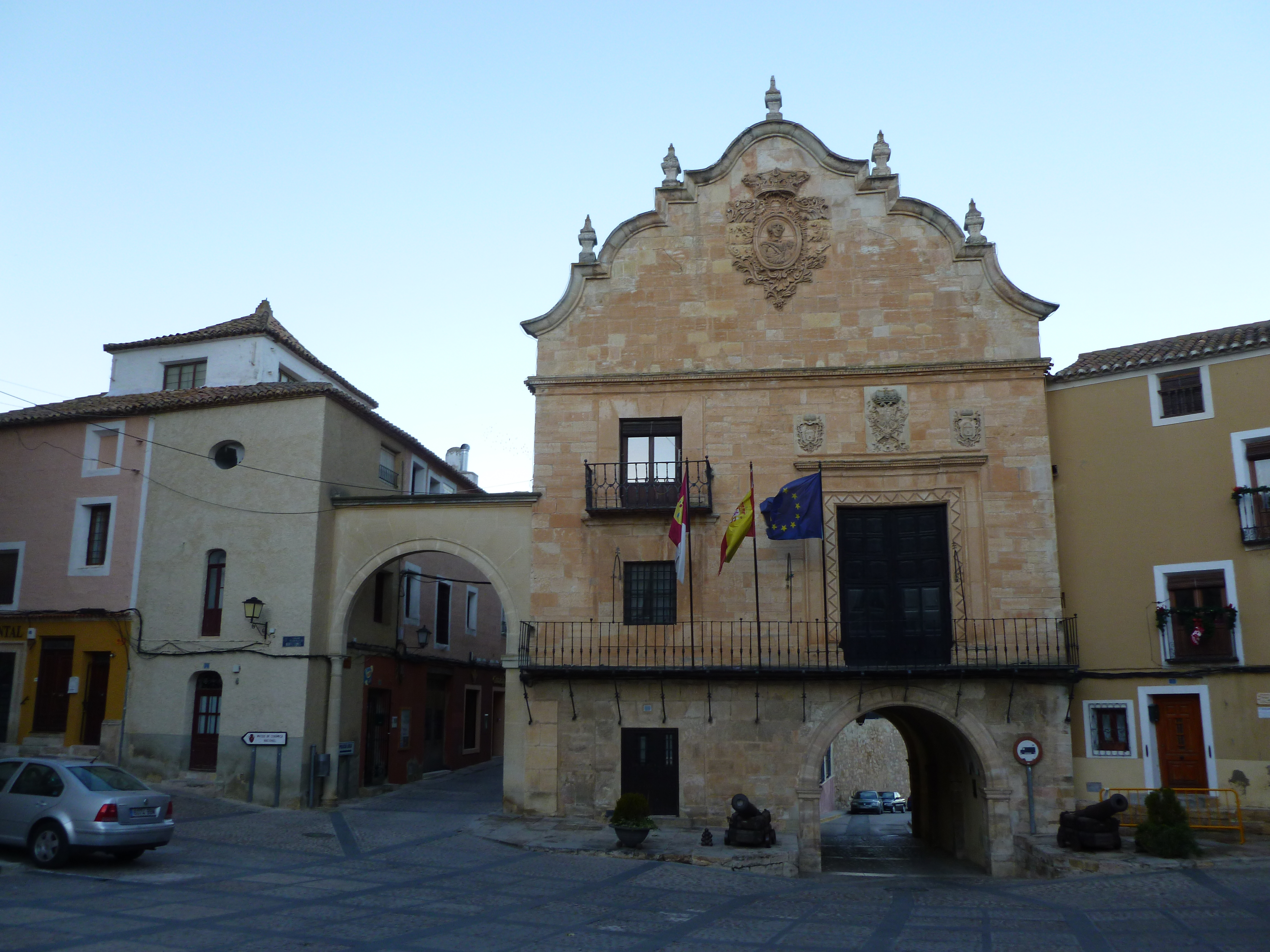
Puerta de la Libertad o Nueva.

Ha contado con las siguientes puertas principales:
- Puerta Herrada o de las Torres
- Puerta de Albacete o del Caño
- Puerta Parrilla
- Puerta de Diablos y Tiradores
- Puerta de la Libertad o Nueva